# Krusader
Krusader is een bestandsbeheerder met een gesplitst venster voor KDE en TDE, vergelijkbaar met Midnight Commander en Total Commander. Zo'n bestandsbeheerder valt onder de categorie Orthodox file manager (OFM). Op TDE volgt Krusader de versienummering van TDE; op KDE wordt een eigen nummering aangehouden.

## Kenmerken
Compressieformaten worden als mappen behandeld, vergelijkbaar met gecomprimeerde mappen op Windows XP en nieuwer. Er is ondersteuning voor netwerkprotocollen met KIO, zoals smb en ftp. Krusader bevat ook een ingebouwde ftp-client, zoekfunctie, weergavehulp en bewerker, bestandssynchronisatie, inhoudsvergelijking en aan- en afkoppelen van mappen en apparaten. Ook is er ondersteuning voor KParts, waardoor andere KDE- en TDE-programma's kunnen worden ingesloten.
Krusader is ontwikkeld voor KDE en TDE, maar werkt ook op andere werkomgevingen en besturingssystemen waar de vereiste afhankelijkheden (onder andere Qt (KDE)/TQt (TDE) en specifieke KDE- en TDE-bibliotheken) beschikbaar zijn.
Krusader is beschikbaar in diverse talen, waaronder het Nederlands.

### Ondersteunde besturingssystemen
- POSIX:
  - Linux;
  - BSD (FreeBSD, NetBSD, OpenBSD);
  - Solaris;
  - Unix-achtige besturingssystemen;
- macOS;

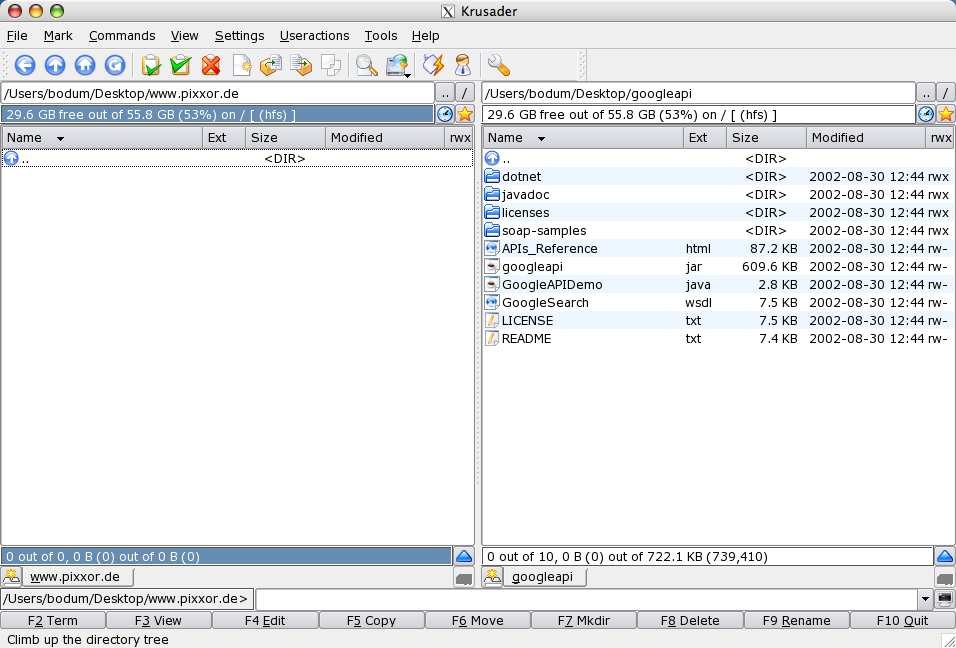
Krusader 1.60.0 op Mac OS X (2005)

- Sinds Krusader 2.0.0 bèta 1 is er experimentele Windows-ondersteuning.

## Geschiedenis

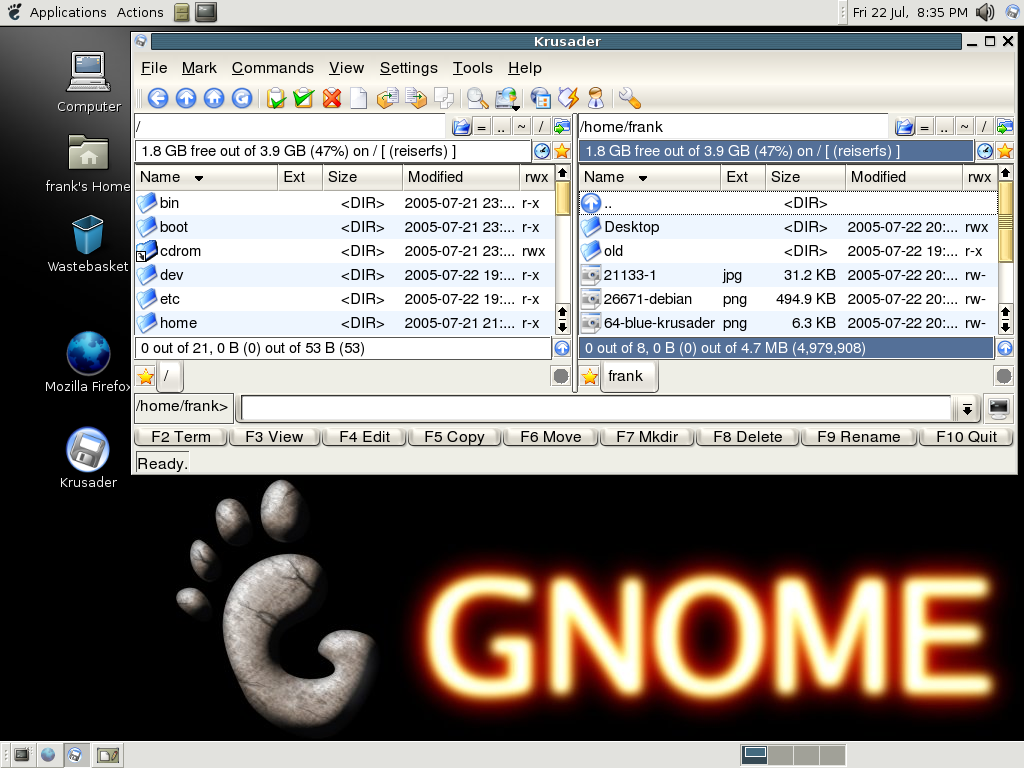
Krusader 1.51.0 op Debian Sarge (2009)

Krusader werd voor het eerst in mei 2000 uitgebracht door Shie Erlich en Rafi Yanai, omdat Total Commander niet beschikbaar was voor Linux. Erlich en Yanai kozen ervoor om Krusader met behulp van de Qt-toolkit en KDevelop te ontwikkelen. Ook werd een eerste opzet van de Krusader-website gemaakt, die enige tijd later werd overgenomen door Dirk Eschler, die de website aanzienlijk verbeterde. Krusader-M1 (Milestone 1) was de eerste, experimentele versie van Krusader voor KDE 2 (Kleopatra 1.91). Hiervan is de broncode echter verloren gegaan.
Het Krusader-project groeide steeds verder en vanaf 2005 was er een internationaal collectief met 10 Krusader Krew-leden:
Shie Erlich, Rafi Yanai, Dirk Eschler, Richard Holt, Heiner Eichmann, Frank Schoolmeesters, Csaba Karai, Jonas Bähr, Matej Urbancic en Vaclav Juza.
In juli 2008 verscheen Krusader 2.0.0 bèta Phoenix Egg, de eerste versie voor KDE 4. Dit was tevens de eerste versie met experimentele Windows-ondersteuning.